# Charniodiscus

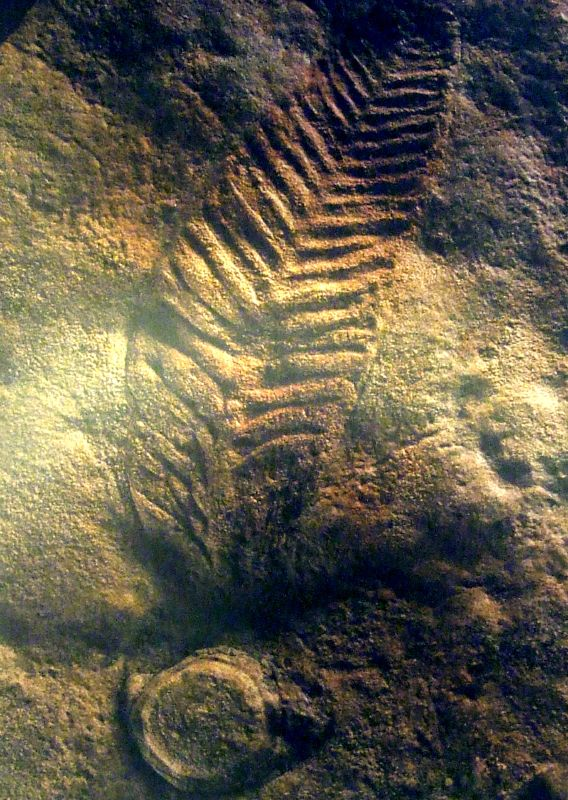
Charniodiscus arboreus

A Charniodiscus egy, az Ediakara időszak kezdetén élt élőlény. Rendkívül egyszerű felépítésű, egy hagymaszerű talpból, egy abból kinövő, rugalmas szárból és a száron bordákból álló teremtmény volt, ami valószínűleg a tengerek aljzatán szűrögető életmódot folytatott. A bordák tagoltak és hegyesek voltak a maradványok alapján. A teremtmény két jellegzetes növekedési alakot mutat. Az egyik esetben egy rövid szárból hosszú bordák ágaznak el. A másik alak esetén a szár rövid, ebből nagyjából 20 centiméterre nyúlnak ki a bordák. Habár, mint a leírás alapján sejthető is, emlékeztetnek a tengeritollakra, a jelenlegi nézet szerint semmiképpen sem lehetnek egy koronacsoport tagjai.
A Charniodiscust először 1958-ban Trevor D. Ford találta meg a Charnwood erdőben, Angliában. Először csak a talp lenyomatával találkozott, innen ered a lény neve. Később kiderült, hogy a lelethez tartozónak gondolt bordázat a Charnia masoni nevű közeli rokon szervezet nyoma. A Charnia azonban a bordák elágazási rendszerében eltér.
Charniodiscus példányok a Földteke minden tájáról fellelhetőek, a koruk 565 és 555 millió év közötti.
Az egyes fajok között a szegmensek száma, a kinővések helyzete és az alakzat arányai alapján lehet különbséget tenni.

## Egyéb linkek
- Mistaken Point
- MORPHOMETRIC ANALYSIS abstract

## Fordítás
- Ez a szócikk részben vagy egészben  a   Charniodiscus című angol Wikipédia-szócikk ezen változatának fordításán alapul.  Az eredeti cikk szerkesztőit annak laptörténete sorolja fel. Ez a jelzés csupán a megfogalmazás eredetét és a szerzői jogokat jelzi, nem szolgál a cikkben szereplő információk forrásmegjelöléseként.